# 内森·菲尔德
内森·约瑟夫·菲尔德（1983年5月12日—）是加拿大喜剧演员、演员、作家、导演和制片人。他因其尴尬的形象和参与模糊现实与虚构的作品而闻名。他获得过多项荣誉，包括独立精神奖、美国编剧协会奖以及黄金时段艾美奖提名。2023年，他被《时代》杂志评选为全球最具影响力的100人之一。
菲尔德从小就对喜剧感兴趣，十几岁时就加入了学校的即兴表演团体，团队的成员还有喜剧演员塞斯·罗根。他在维多利亚大学主修商业专业，这对他后来的工作产生了影响。在参加汉博学院的一个喜剧课程后，菲尔德于2008年至2009年间担任加拿大广播公司《This Hour Has 22 Minutes》节目《Nathan on Your Side》栏目的记者。菲尔德后来编写并参演了2011年美国小品节目《马丁的要事》。
2013年，他参与创作并执导了喜剧中心的恶搞真人秀节目《救援高手》 。在节目中，菲尔德扮演的是一个性格更加尴尬的自己，为陷入困境的企业提供建议。这一节目在2017年结束。之后他指导并参演了HBO纪录片喜剧《排練人生》（2022年至今）。菲尔德还担任了HBO纪录片系列《How To with John Wilson》（2020年-2023年）的执行制片人。2023年，他和本尼·萨夫迪共同创作了Showtime电视剧集的《新婚房詛咒》 ，他与萨夫迪和艾玛·斯通共同出演。
内森约瑟夫·菲尔德（Nathan Joseph Fielder）于1983年5月12日出生在温哥华一个犹太家庭，他的父母是社会工作者黛布菲尔德和埃里克菲尔德。他在灰角中学就读，是学校即兴喜剧团体的成员，这一团体的成员还包括喜剧演员塞斯·罗根。他在青少年时期是一名魔术师，也是魔术城堡的成员。他在维多利亚大学主修商业专业，并于2005年获得商业学士学位。大学毕业后，他搬到了多伦多，并于2006年就读于汉博学院的喜剧专业。他曾在一家经纪公司工作过一段时间，后来辞职开始了他的喜剧生涯。

## 职业生涯

### 2006–2012：早期作品
2006年，在获得蒂姆·西姆斯鼓励基金奖之后（这是一个旨在认可和支持加拿大早期职业生涯中有前途的喜剧表演者的年度奖项），菲尔德担任了《加拿大偶像》节目的一名编剧。在那里，他被加拿大廣播公司電視喜剧系列《This Hour Has 22 Minutes》的执行制片人迈克尔·多诺万注意到。多诺万聘请菲尔德担任现场记者，并制作了节目当中的一个栏目《Nathan on Your Side》。2010年，菲尔德与德米特里·马丁一起在喜剧中心频道播出的《马丁的要事》第二季中创作并执导了多个小品。他还曾为《开心汉堡店》第二季大结局《Beefsquatch》以及第六季剧集《The Land Ship》担任客串配音演员。菲尔德在2011年的电视连续剧《乔恩·本杰明有一辆货车》中扮演了乔恩·本杰明的吊杆操作员的角色 ，并在喜剧中心频道的《醉酒史》的“华盛顿特区”一集中扮演了鲍勃·伍德沃德。菲尔德还曾客串出演过Adult Swim节目《瑞克和莫蒂》 。他出演了2015年的电影《今夜玩到趴》和2017年的传记片《大災難家》。菲尔德还有一个YouTube频道，主要发布他和他的朋友们的短篇小品。

### 2013年 –2017年： 《救援高手》
2013年，菲尔德在喜剧中心频道联合创作了自己的节目《救援高手》 。该剧由他编剧、导演并主演。该剧的内容与《Nathan on Your Side》的小品有些类似，菲尔德在剧中为当地小企业提供建议。 这部剧集共有四季，在2017年11月完结。

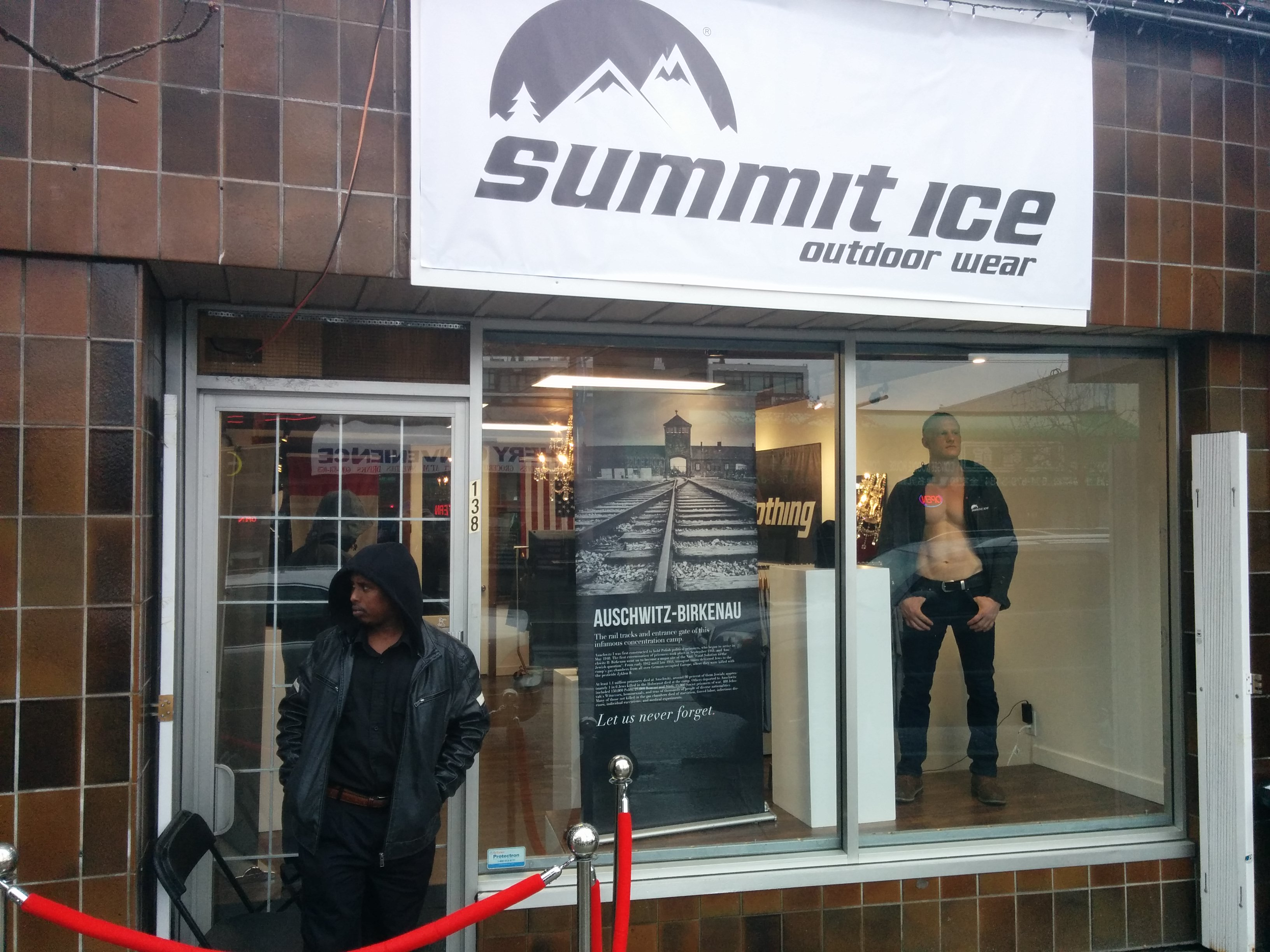
2017年Summit Ice 快闪店

2015年，菲尔德得知温哥华的 Taiga 公司发布了向大屠杀否认者道格·柯林斯致敬的帖子后，创办了一家名为 Summit Ice Apparel 的非营利公司。他决定创办自己的公司，生产软壳夹克。这一故事在《救援高手》第三季中播出。Summit Ice Apparel 的全部利润都捐给了温哥华的大屠杀教育中心。该公司在前三个月的销售额接近 50 万美元。2017年3月，他在温哥华开了一家快闪店，公众可以在这里购买 Summit Ice 服装，或者用 Taiga 夹克换取 Summit Ice 夹克。菲尔德亲自负责登记。一个摄制组也在现场。

### 2018年至今：职业发展
菲尔德担任沙查·巴隆·科恩创作的2018年政治仿纪录片系列《谁是美国？》的顾问制片人、编剧和联合导演。次年，菲尔德与HBO签署了一项协议，根据该协议，他将担任约翰·威尔逊创作的纪录片《How To with John Wilson》的执行制片人，并主演、编写和导演一部单独的喜剧系列。2020年，Showtime 电视台决定购买喜剧剧集《新婚房詛咒》，该剧由菲尔德和电影制片人本尼·萨夫迪创作和编剧，菲尔德、萨夫迪和艾玛·斯通主演。前三集于2023年纽约电影节首映。其余剧集在Paramount+播出，并在林肯中心放映。2021年，HBO宣布了另一部新喜剧剧集的名字《排練人生》 ，由菲尔德主演，他还担任编剧、执行制片人和导演。《排練人生》于2022年上映。菲尔德凭借该剧赢得了独立精神奖最佳新非剧本或纪录片系列奖。

## 个人生活
菲尔德2011年与一名儿童图书管理员结婚，直至2014年离婚。他的美国绿卡上被错误地列为女性。他住在洛杉矶银湖。
《救援高手》 、《排练人生》和《新婚房诅咒》都包含与现代犹太教相关的主题，例如反犹主义、否认大屠杀、巴以冲突和跨信仰育儿。